# Międzynarodowy Trybunał Karny dla byłej Jugosławii

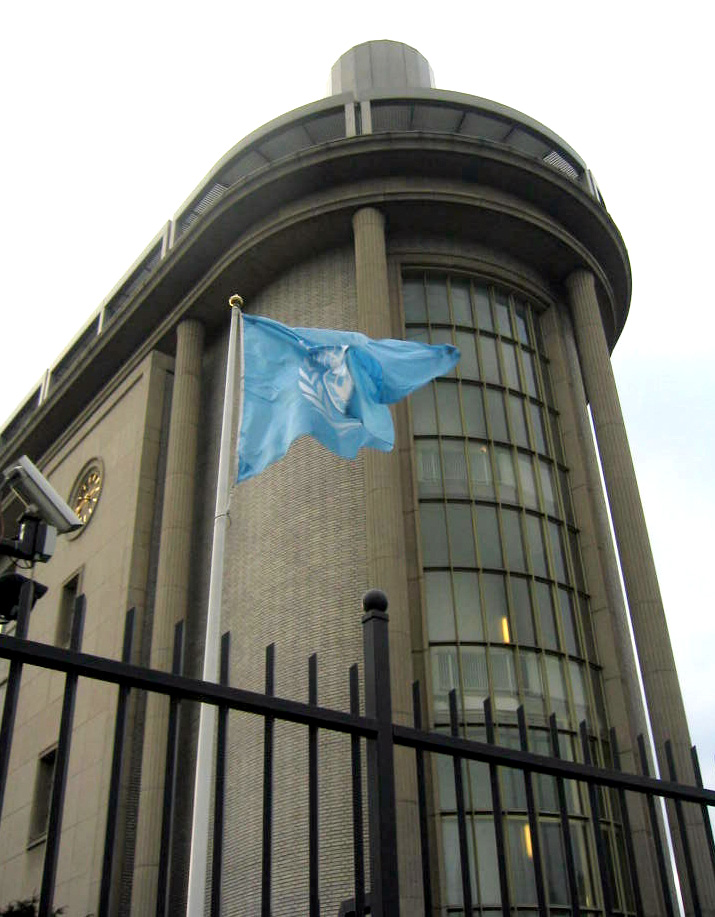
Budynek siedziby Trybunału w Hadze

Międzynarodowy Trybunał Karny dla byłej Jugosławii (ang. International Criminal Tribunal for the former Yugoslavia, ICTY; niderl. Voormalig Joegoslavië Tribunaal) – były międzynarodowy trybunał utworzony w 1993 r. na mocy rezolucji 827 Rady Bezpieczeństwa ONZ z 25 maja 1993.
Łącznie 161 osób zostało oskarżonych; ostateczne akty oskarżenia zostały wydane w grudniu 2004 roku, a ostatnie z nich zostały potwierdzone i odpieczętowane wiosną 2005 roku. Ostatni skazany, Goran Hadžić, został aresztowany 20 lipca 2011 roku. Ostateczny wyrok został wydany 29 listopada 2017 roku, a instytucja formalnie przestała istnieć 31 grudnia 2017 roku.

## Zakres działania
Trybunał sądzi zbrodnie wojenne popełnione na terytorium byłej Jugosławii od dnia 1 stycznia 1991 r. Jego siedzibą jest Haga w Holandii.
Jurysdykcji MTKJ podlegają sprawcy 4 kategorii czynów:
- naruszenia konwencji genewskich o ochronie ofiar wojny z 1949
- naruszenia praw i obyczajów wojennych
- ludobójstwo
- zbrodnie przeciwko ludzkości

Wśród dokumentów, na których Trybunał szczególnie często opiera swe oskarżenia, należy wymienić:
- konwencja o karaniu zbrodni ludobójstwa z 1948
- IV konwencja haska o zasadach wojny lądowej z 1907
- statut Międzynarodowego Trybunału Wojskowego z 1945
- konwencje genewskie o ochronie ofiar wojny z 1949

## Skład
Trybunał składała się z 11 stałych sędziów wybranych przez Zgromadzenie Ogólne Narodów Zjednoczonych, z listy przedstawionej przez Radę Bezpieczeństwa (na 4 lata, z prawem ponownego wyboru). Ponadto do składów orzekających mogli być powoływani tzw. sędziowie ad litem.

## Prokurator
Ostatnim prokuratorem Trybunału był od 1 stycznia 2008 roku Belg Serge Brammertz, który zastąpił na tym stanowisku pochodzącą ze Szwajcarii Carlę Del Ponte.

## Odbywanie kary
Artykuł 24 Statutu pozwala jedynie na wymierzanie kary pozbawienia wolności (bez możliwości orzeczenia kary śmierci). Osoby skazane przez MTKJ odbywają kary pozbawienia wolności w państwach członkowskich ONZ, które wyraziły zgodę na wykonywanie wyroków Trybunału. Z państwami tymi MTKJ zawiera dwustronne umowy o wykonywaniu wyroków. Dotychczas MTKJ podpisał takie umowy z kilkunastoma państwami, w tym m.in. Austrią, Hiszpanią, Francją, Danią, Szwecją, Norwegią i Finlandią. W imieniu Polski 18 września 2008 r. odnośną umowę podpisał podsekretarz stanu w Ministerstwie Sprawiedliwości Łukasz Rędziniak.